# Zelanda
|  | Per a altres significats, vegeu «Zelanda (desambiguació)». |

Zelanda (Zeeland en neerlandès, literalment "Terra del mar"; en zelandès Zeêland) és una província del sud-oest dels Països Baixos, la capital de la qual és Middelburg. Està formada per una munió d'illes i penínsules així com per Flandes Zelandès un tros de terra fixa al sud que fa frontera amb Bèlgica, a l'estuari del riu Escalda. Actualment però, una munió de dics, ponts i túnels connecten tot el territori, fent-lo menys obert al mar (vegeu per exemple: Pla Delta, túnel de l'Escalda Occidental).

## Història
Zelanda és el successor del comtat de Zelanda, del qual el territori coincideix parcialment amb l'antic comtat del mateix nom.
La província té una superfície de 2684 km², dels quals un 38% correspon a aigua. El 2004 estava habitada per 379.028 habitants.
La part meridional de la província és coneguda amb el nom de Flandes Zelandès (Zeeuws-Vlaanderen).
Nova Zelanda rebé el nom en honor d'aquest regió neerlandesa en ser rebatejada per part d'oficials de la Companyia Neerlandesa de les Índies Orientals.

## Municipis
| 1. Borsele 2. Goes 3. Hulst 4. Kapelle 5. Middelburg 6. Noord-Beveland 7. Reimerswaal | 8. Schouwen-Duiveland 9. Sluis 10. Terneuzen 11. Tholen 12. Veere 13. Vlissingen |

## Administració

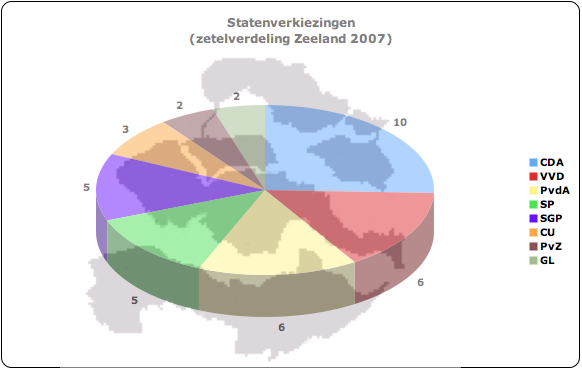
Repartiment d'escons als Estats de 2007

| Vots a les generals del 2006 | Vots a les generals del 2006 | Vots a les generals del 2006 |
| ---------------------------- | ---------------------------- | ---------------------------- |
| Partit                       | vots en %                    | +/- (2003)                   |
| CDA                          | 28,0                         | - 4,0                        |
| PvdA                         | 18,2                         | - 5,6                        |
| SP                           | 15,5                         | + 10,5                       |
| VVD                          | 12,9                         | - 2,8                        |
| SGP                          | 7,8                          | + 0,1                        |
| PVV                          | 5,6                          | -                            |
| ChristenUnie                 | 5,1                          | + 2,2                        |
| GroenLinks                   | 2,9                          | - 0,9                        |
| PvdD                         | 2,0                          | + 1,4                        |
| D66                          | 1,1                          | - 1,6                        |
| LPF                          | 0,2                          | - 5,1                        |
| Participació                 | 81,0                         | + 0,3                        |